# Meotipa tortuosa
Espèce
Meotipa tortuosa est une espèce d'araignées aranéomorphes de la famille des Theridiidae.

## Distribution
Cette espèce est endémique du Guangxi en Chine,. Elle se rencontre dans le district de Jiangzhou et la réserve nationale naturelle de Nonggang.

## Description
La femelle holotype mesure 2,9 mm et le mâle paratype 2,33 mm.

## Systématique et taxinomie
Cette espèce a été décrite par Liang, Yin et Xu en 2024.

## Publication originale
- Liang, Yin & Xu, 2024 : « Three new species of the spider genus Meotipa Simon, 1895 from Guangxi Zhuang Autonomous Region, China (Araneae: Theridiidae). » European Journal of Taxonomy, vol. 968, p. 156-173 (texte intégral).